# Словенський союз
Словенський союз (словен. Slovenska skupnost, SSk; італ. Unione Slovena) — центристська політична партія в Італії, що репрезентує словенську національну меншину регіону Фріулі-Венеція-Джулія. Назву партії словенською можна перекласти як «Словенське співтовариство», в інших мовах прийнято вживати назву «Словенський союз».
Партія була заснована у 1960-х, щоби репрезентувати антикомуністично налаштованих словенців у регіоні Венеція-Джулія (провінції Трієст та Гориція). У 1970-80-х присутність партії розповсюдилась на Венеційську Словенію та частково провінцію Удіне. Була наближеною до Католицької церкви та отримувала підтримку від багатьох словенських католицьких інституцій в Італії, таких як Спільнота Святого Гермагора та Рада Організацій Словенії.
З 2007 Словенський союз афілійований до Демократичної партії Італії. Відносини між двома партіями регулюються «федеративною угодою», що гарантує повну автономію Словенського союзу.

## Історія
Словенський союз був заснований у 1962 внаслідок злиття декількох словенських антикомуністичних політичних організацій, що діяли в італійській частині Венеції-Джулії — у провінціях Гориція та Трієст — з 1945 (до 1954 ці території входили до Вільної території Трієст як Зона A). Цими організаціями були Словенський християнський соціальний союз (словен. Slovenska krščansko socialna zveza, SKSZ) під керівництвом Енгельберта Беседняка й Августа Сфілігоя, ліберальний Словенський демократичний союз (словен. Slovenska demokratska zveza, SDZ) під керівництвом Йосипа Агнелетто й Андрея Уршича та соціал-демократична Група незалежних словенців (словен. Skupina neodvisnih Slovencev, SNS) під керівництвом Йосипа Ферфолі, Фране Тончича та Душана Рибаржа. Всі ці групи поширювали антифашистську ідеологію, протистояли італійському націоналізму й централізму, так само як і комуністичному режиму сусідньої Югославії. Маючи різне ідеологічне підґрунтя, але при цьому подібні програми, ці групи незабаром розпочали тісну співпрацю, йдучи об'єднаними списками на муніципальних виборах. Між 1947 та 1954 об'єднанню зусиль перешкоджало те, що словенська меншина була розділена між двома окремими політичними формаціями — одна її частина мешкала в Італії, тоді як інша — на Вільній території Трієст.
Словенський союз брав участь у майже всіх загальних, регіональних та місцевих виборах у Фріулі-Венеції-Джулії починаючи з 1963. Починаючи з кінця 1960-х партія часто формувала коаліцію з християнськими демократами. З моменту свого заснування Словенський союз підтримував тісні стосунки з Народною партією Південного Тиролю та Валдостанським союзом. У 1992 на загальних виборах в Італії Словенський союз сформував єдиний виборчий список з Валдостанським союзом, Громадянським союзом за Південний Тироль, Партією Дії Сардинії (італ. Partito Sardo d'Azione) та деякими дрібнішими регіональними партіями; в результаті всі ці партії, окрім Словенського союзу, здобули місця в Палаті депутатів та сенаті Італії.
З початку формування так званої «Другої Італійської республіки» Словенський союз перебував у коаліції з лівоцентристськими силами, такими як Олива, був у асоціації з Італійською народною партією, «Маргариткою» та Демократичною партією.

## Підтримка та присутність у владі
Партія була репрезентована в Регіональній раді з 1975 по 1993 та з 2003. На регіональних виборах 2013 Словенський союз здобув 1,4 % голосів (4,7 % у провінції Трієст і 2,8 % — у Гориції).
Особливо велику підтримку партія має у сільських районах біля кордону зі Словенією у провінціях Гориція та Трієст. У 2013 партія була найбільш підтримуваною в муніципалітетах Монрупіно (55,9 %), Сан-Флоріано-дель-Колліо (53,1 %) та Савонья-д'Ізонцо (42 %), а також у Сан-Дорліго-делла-Валле (22,5 %), Згоніко (22,2 %), Добердо-дель-Лаго (19,8 %) та Дуїно-Ауризіна (17,1 %). Починаючи з 2000-х партія здобула деяку підтримку у провінції Удіне, особливо в так званій Венеційській Словенії: у 2013 вона отримала 19,4 % голосів виборців у Дренкії, 10,8 % у Мальборгетто-Вальбруні та 7,5 % у Резії. У великих містах партія отримала 5,3 % (Гориція) та 3,2 % (Трієст). На муніципальних виборах 2011 кандидати від Словенського союзу балотувалися по списках Демократичної партії, окрім провінції Трієст, де вони балотувалися самостійно та отримали 3,4 % голосів виборців.

## Медіа
Словенський союз має власну офіційну газету під назвою Skupnost (Співтовариство). Щотижневик Novi glas (Новий голос), що друкується в Гориції Спільнотою Гермагора, загалом підтримує програму, політику й ідеологію партії, хоча іноді піддає критиці її дії.

## Відомі члени
Деякі публічні фігури з числа словенської національної меншини в Італії публічно підтримували партію — серед них письменники Борис Пахор і Алойз Ребула, історик Йоже Пір'євець, журналіст, редактор та історик Іво Євнікар та ін.